# Ptolemaios-dynastiet
Det ptolemæiske dynasti (oldgræsk: Πτολεμαῖοι, Ptolemaioi), somme tider også kaldet lagiderne (latin: Lagidae, oldgræsk: Λαγίδαι=Lagidai) efter Lagos, Ptolemaios 1.s far, var et makedonsk kongehus, der herskede over Egypten i den hellenistiske periode. De herskede over det Ptolemæiske Rige fra 305 f.Kr. til 30 f.Kr., og var det sidste dynasti i det gamle Egypten.
Den kulturelle forbindelse mellem Oldtidens Makedonien og Oldtidens Grækenland er ofte antydet, se kilder.

Regenter i Ptolemaios-dynastiet:
- Ptolemaios 1. af Ægypten - (ca. 367-283/2 f.Kr.)
- Ptolemaios 2. Filadelfos - (308-246 f.Kr.)
- Ptolemaios 3. Euergetes (regerer 246–221 f.Kr.) gift med Berenice 2.
- Ptolemaios 4. Philopator (regerer 221–203 f.Kr.) gift med Arsinoe 3.
- Ptolemaios 5. Epiphanes (regerer 203–181 f.Kr.) gift med Cleopatra 1. Syra
- Ptolemaios 6. Philometor (regerer 181–164 f.Kr., 163–145 f.Kr.) gift med Cleopatra 2., kort regeren med Ptolemaios Eupator i 152 f.Kr.
- Ptolemaios 7. Neos Philopator (regerede muligvis slet ikke)
- Ptolemaios 8. Physcon (regerer 170–163 f.Kr., 145–116 f.Kr.) gift med Cleopatra 2., så Cleopatra 3.; midlertidigt smidt ud fra byen Alexandria af Cleopatra 2. fra 131 til 127 f.Kr., så forsonet med hende i 124 f.Kr..
- Cleopatra 2. Philometora Soteira (regerede 131–127 f.Kr.), i opposition til Ptolemy VIII Physcon.
- Ptolemaios Apion (regerede ca. 120-96 f.Kr.), søn af Ptolemaios 8. Sidste Ptolemæisk konge af Kyrene.
- Cleopatra 3. Philometor Soteira Dikaiosyne Nikephoros (Kokke) (116–101 f.Kr.) regerede sammen med Ptolemaios 9. Lathyros (116–107 f.Kr.) og Ptolemaios 10. Alexander I (107–101 f.Kr.)
- Ptolemaios 9. Lathyros (regerer 116–107 f.Kr., regerer 88–81 f.Kr. som Soter II) gift med Cleopatra 4., så Cleopatra Selene; regerede sammen med Cleopatra 3. i hendes første regeren
- Ptolemaios 10. Alexander I (regerer 107–88 f.Kr.) gift med Cleopatra Selene, så Berenice 3.; regerede sammen med Cleopatra 3. til 101 f.Kr.
- Berenice 3. Philopator (regerer 81–80 f.Kr.)
- Ptolemaios 11. Alexander II (regerer 80 f.Kr.) gift med og regerede sammen med Berenice 3. indtil han myrdede hende; regerede alene i 19 dage efter dette.
- Ptolemaios 12. Auletes (regerer 80–58 f.Kr., regerer 55–51 f.Kr.) gift med Cleopatra 5. Tryphaena
- Cleopatra 6. Tryphaena (regerer 58–57 f.Kr.) regerede sammen med Berenice 4. Epiphaneia (regerer 58–55 f.Kr.), muligvis identisk med Cleopatra 5. Tryphaena[6]
- Cleopatra ("Cleopatra 7. Philopator", regerer 51–30 f.Kr.) regerede sammen med Ptolemaios 8. Theos Philopator (regerer 51–47 f.Kr.), Ptolemaios 14. (regerer 47–44 f.Kr.) og Ptolemaios 15. Caesarion (regerer 44–30 f.Kr.).
- Arsinoe 4. (regerer 48–47 f.Kr.), i opposition til Cleopatra.
- Ptolemaios af Mauretanien (regerer 13 eller 9 f.Kr.–AD 40) klientkonge og regent af Mauretanien for Rom

## Yderligere læsning
- Susan Stephens, Seeing Double. Intercultural Poetics in Ptolemaic Alexandria (Berkeley, 2002).
- A. Lampela, Rome and the Ptolemies of Egypt. The development of their political relations 273-80 B.C. (Helsinki, 1998).
- J. G. Manning, The Last Pharaohs: Egypt Under the Ptolemies, 305-30 BC (Princeton, 2009).